# ASA-FF
ASA-FF e.V. (Förderkreis Arbeits- und Studienaufenthalte in Afrika, Asien und Lateinamerika) ist ein gemeinnütziger Verein, der 1979 in West-Berlin gegründet wurde. Heute hat der Verein seinen Sitz in Chemnitz und versteht sich als Plattform für globales Lernen und entwicklungspolitische Bildung. Der ASA-FF ist insbesondere durch die Auseinandersetzung mit dem NSU-Komplex in Sachsen, vor allem in Chemnitz und Zwickau, bekannt geworden. Er entwickelt kulturelle Bildungsprojekte, die aktuelle gesellschaftspolitische Themen aufgreifen, und bündelt sie in Festivals (Unentdeckte Nachbarn 2016, Aufstand der Geschichten und Aufstand der Utopien), die überregionale Aufmerksamkeit bekamen und in den Städten die Diskussion beförderten, inwiefern eine Auseinandersetzung mit Rechtsextremismus, aber auch mit gesellschaftlichen Umbruchsnarrativen, relevant ist. Aktuell zählen zu den wichtigsten Projekten die Aufarbeitung der rechtsextremen NSU‑Verbrechen („Offener Prozess“), das erste Dokumentationszentrum zum NSU‑Komplex sowie das Projekt Gründungsgarage für soziales Unternehmertum in Chemnitz. Für sein Engagement wurde der Verein mehrfach ausgezeichnet, u. a. mit dem Kulturlichter-Preis, dem Peter-Henkenborg-Preis und dem Sächsischen Preis für Kulturelle Bildung. Der Chemnitzer Verein ist im Stadtteil Sonnenberg ansässig und wurde 2022 in die institutionelle Kulturförderung der Stadt Chemnitz aufgenommen.

## Geschichte
Der Verein ASA-FF e.V. entstand 1979 als Zusammenschluss von ehemaligen Teilnehmenden und Freunden des entwicklungspolitischen ASA-Programms. Der Name verweist auf die ursprüngliche Ausrichtung: die Unterstützung von Arbeits- und Studienaufenthalten in Afrika, Asien und Lateinamerika. Seit 2013 ist der Verein insbesondere in Deutschland mit kulturellen politischen Bildungsprojekten sichtbar geworden. Von 2013 bis 2014 war der Verein Träger der Künstleraktionsgruppe Grass Lifter. Damit hat der Verein maßgeblich Debatten über die Auseinandersetzung mit dem NSU-Komplex in Sachsen vorangetrieben. Im Jahr 2015 verlagerte der Verein seinen Schwerpunkt nach Chemnitz, wo er seitdem mit lokalen Partnern kulturell-politische Bildungsprojekte umsetzt. 2016 organisierte der Verein das Nachfolgeprojekt: Theatertreffen Unentdeckte Nachbarn. Das erste bundesweite Theaterfestival, das die Aufarbeitung des NSU-Komplexes in Chemnitz, Zwickau, Bautzen, Jena, Nürnberg und Hamburg thematisierte. Zusammen mit den Theatern Chemnitz entwickelte der Verein für das Theaterfestival das bundesweit rezipierte Stück „Beate Uwe Uwe Selfie Klick“ (Regie: Laura Linnenbaum, Autorin: Gerhild Steinbuch). Dies gewann den Jugendpreis 2017 vom Wildwechsel Festival und wurde zum Heidelberger Stückemarkt eingeladen. Aus dem Theatertreffen Unentdeckte Nachbarn entstanden zwei Folgeprojekte: das Programm neue unentdeckte narrative (2017–2024) und das Projekt Offener Prozess, aus dem das erste Dokumentationszentrum zum NSU-Komplex entstanden ist.

## Projekte

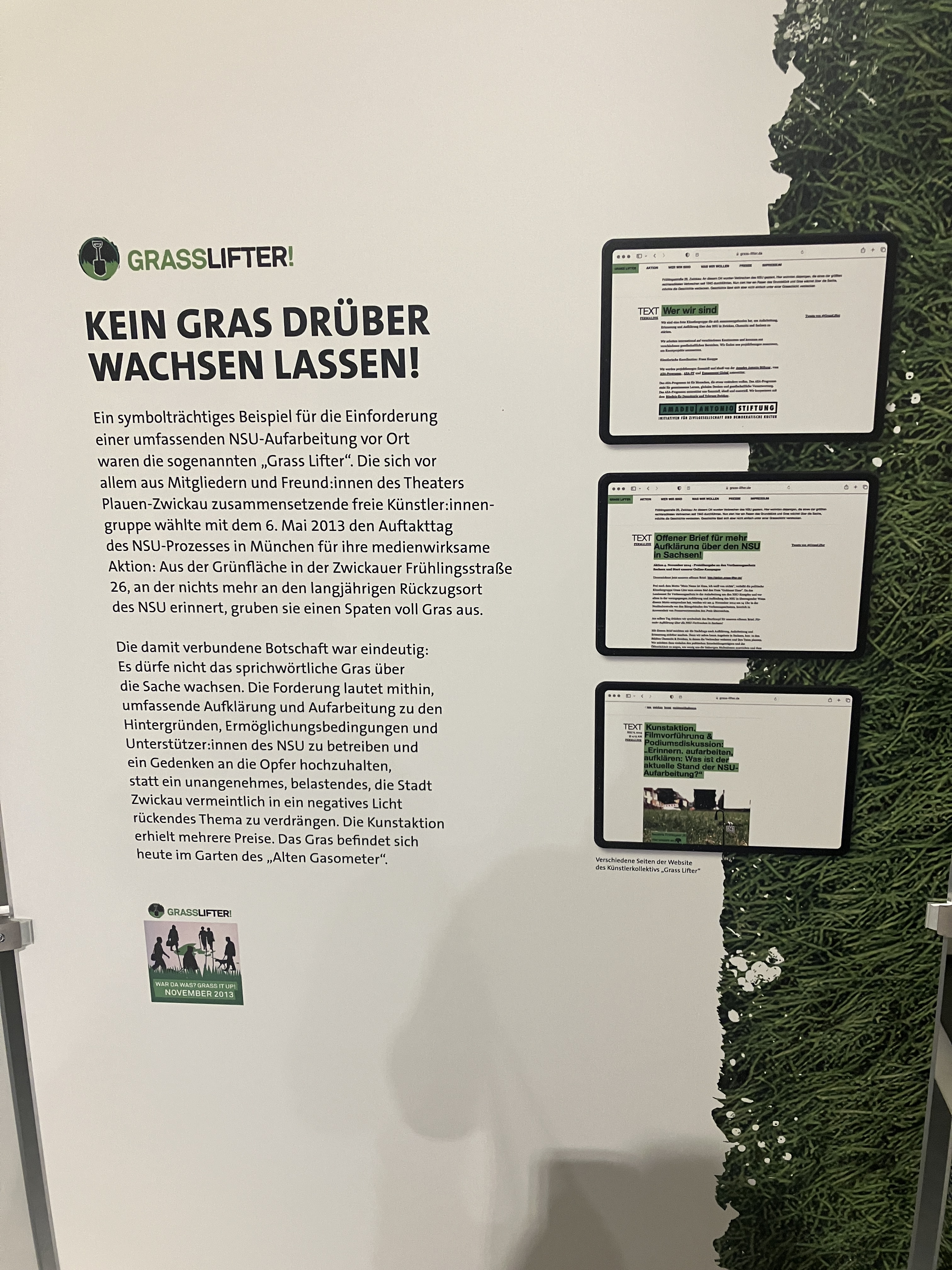

### Grass Lifter
Grass Lifter war eine 2013 in Zwickau gegründete Künstlergruppe unter künstlerischer Koordination von Franz Knoppe. Die Künstlergruppe veranstaltete vier Interventionen im öffentlichen Raum von 2013 bis 2014, die die Aufarbeitung des NSU-Komplexes in Zwickau, Chemnitz und Sachsen zum Ziel hatten. Das Projekt hat die Debatte, inwiefern sich Zwickau als Stadt, in der der NSU untergetaucht ist, selbst stärker damit auseinandersetzen muss, in eine breite öffentliche Kontroverse gebracht. Insbesondere inwiefern die Auseinandersetzung mit dem NSU-Komplex das Image der Stadt Zwickau schädigt. So äußerte der damalige Landtagsabgeordnete: Gerald Otto (CDU) in der Zeit: „Durch so etwas verfestigt sich das Stigma“, verteidigt der Abgeordnete sein Nein-Votum. Zudem gebe es „gesellschaftliche Gruppen, die das für ihre Eigeninszenierung nutzen“. Otto war der Gruppe zu dem Aktionismus vor. Für ihr Engagement erhielten die Grass Lifter u. a. den Anerkennungspreis des Sächsischen Förderpreises für Demokratie 2013,  sowie den Preis „Aktiv für Demokratie und Toleranz“ 2014.

### Offener Prozess (NSU‑Aufarbeitung)
Offener Prozess ist ein im Jahr 2017 vom ASA-FF initiiertes Projekt, das sich mit der Aufarbeitung der Verbrechen des rechtsterroristischen „Nationalsozialistischen Untergrunds“ (NSU) befasst. Vorangegangen sind das mit weiteren Akteuren organisierte Theatertreffen „Unentdeckte Nachbarn“ in Chemnitz und Zwickau, um Kontinuitäten im NSU-Unterstützernetzwerk sichtbar zu machen und die Perspektiven der Opfer in den Vordergrund zu stellen. Für das Theatertreffen „Unentdeckte Nachbarn” wurde der Verein im Jahr 2017 mit dem 1. Preis des Chemnitzer Friedenspreises ausgezeichnet. Daraus hervorgegangen ist Offener Prozess, ein mehrjähriges Nachfolgeprojekt, das eine Wanderausstellung entwickelt hat, die den NSU-Komplex vorwiegend aus der Betroffenenperspektive darstellt. Die Ausstellung wurde 2021 erstmalig in der Neuen Sächsischen Galerie in Chemnitz gezeigt und ist mittlerweile dauerhaft im ersten Dokumentationszentrum zum NSU-Komplex Offener Prozess integriert. Der Verein war ebenfalls an dem bundesweiten Theatertreffen Kein Schlussstrich! 2021 und 2025 beteiligt. Die Ausstellung gewann den ersten Peter-Henkborg-Preis für politische Didaktik 2021.

### neue unentd_ckte narrative (nun)
Unter dem Titel „neue unentd_ckte narrative“ (oft kurz nun genannt) führte der ASA-FF von 2017 bis 2024 ein Kulturprogramm durch. Ziel ist es, mittels kreativer Erzählformate Antworten auf aktuelle gesellschaftspolitische Herausforderungen – insbesondere im Themenfeld Rechtspopulismus und ‑extremismus zu finden. Der Verein organisiert mit Ansatz von sogenannten themenzentrierten Netzwerkprojekten Festivals (Aufstand der Geschichten 2018 und Aufstand der Utopien 2019). Zum Programm gehörten auch europäische Bildungsreisen, Workshops und künstlerische Interventionen, die das lokale Geschehen mit internationalen Perspektiven verknüpfen. Das nun-Programm war Teil des Beitrags von ASA-FF zur Kulturhauptstadt Chemnitz 2025 und organisierte unter anderem die internationale Build Peace Konferenz 2022. Das Projekt wurde vom Bund, vom Land und von der Stadt gefördert.
Im Jahr 2019 gewann das Programm "neue unentdeckte narrative" den mit 2.500 Euro dotierten Hauptpreis Kultur.LEBT.Demokratie
In dem Programm sind zahlreiche preisgekrönte und national beachtete Kulturproduktionen wie der Wandertag im Weltraum (2020 Kulturlichter – Preis des Publikums der Kulturstiftung der Länder), das Theaterstück „So glücklich, dass du Angst bekommst“ und die App Glasfäden (Sächsischer Preis für Kulturelle Bildung 2023) oder das Projekt Heimspiel, das den Julius-Hirsch-Preis 2023 bekommen hat.

## Rezeption
Der Verein erreichte mit seinen künstlerischen und kulturellen Formaten immer wieder eine große Öffentlichkeit. So berichtete das ARD-Fernsehmagazin der Monitor über das finanzielle Aus des Programms „neue unentdeckte narrative". Der Verein erreichte internationale Öffentlichkeit unter anderem mit der Eröffnung des ersten Dokumentationszentrums zum NSU-Komplex „Offener Prozess“, das er über zehn Jahre hinweg vorangetrieben hatte. Lokal wird der Verein als „Türöffner für Ideen“ von der regionalen Zeitung Freien Presse bezeichnet.

## Auszeichnungen

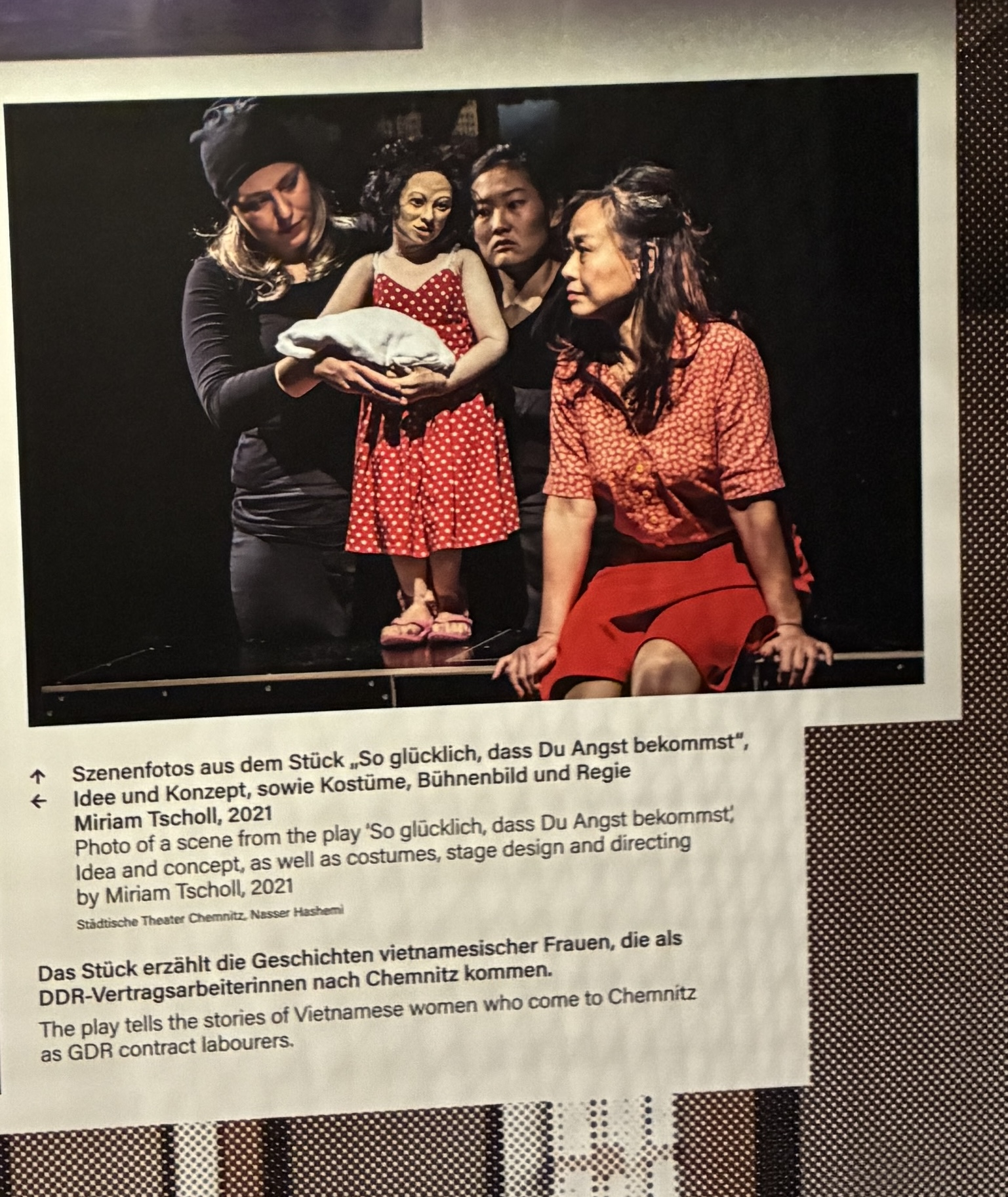
Das Bild zeigt eine Szene aus dem Stück "So glücklich, dass du Angst bekommst". Es hängt im Industriemuseum Chemnitz in der Ausstellung "Tales of Transformation" (2025)

Der ASA-FF e. V. und seine Projekte sind 15 mal für Preise nominiert oder ausgezeichnet worden. Eine Auswahl wichtiger Auszeichnungen:
- Julius-Hirsch-Preis (2023)[28]
- Peter-Henkenborg-Preis (2021) für die Ausstellung zum NSU-Komplex „Offener Prozess“.[29]
- Sächsischer Preis für Kulturelle Bildung „Kultur.LEBT.Demokratie“ (2023) für das Theaterstück des Figurentheater Chemnitz „So glücklich, dass du Angst bekommst“ und die App „Glasfäden“.[30]
- Kulturlichter – Deutscher Preis für kulturelle Bildung (2020) der Kulturstiftung der Länder: Publikumspreis für das digitale Theaterprojekt „Wandertag im Weltraum“.[7]
- Chemnitzer Friedenspreis (2017) für das Projekt „Theatertreffen Unentdeckte Nachbarn“[31]
- Sächsischer Förderpreis für Demokratie – Anerkennungspreis (2013[32] u. 2017[33]) für die künstlerischen Aktionen der „Grass Lifter“.
- Bertini-Preis  (Hamburg, 2016): Preis für das Schultheaterprojekt „Rosarot ist eine Mischfarbe“, entstanden im Rahmen von „Unentdeckte Nachbarn“.[34]
- Aktiv für Demokratie und Toleranz (Leipzig, 2015) für das Projekt „Grass Lifter“.[35]

## Veröffentlichungen
Der Verein ist an Veröffentlichungen beteiligt:
- EFBI Policy Paper 2021-2: Situationsanalyse extrem rechter Strukturen und Dynamiken in Chemnitz[36]
- EFBI Policy Paper 2025-3: Chemnitz 2025 – Die extreme Rechte im Schatten der Kulturhauptstadt[37]
- Konzeptions- und Machbarkeitsstudie für ein Dokumentationszentrum zum NSU-Komplex in Südwestsachsen (Hrsg. RAA Sachsen e.V.) in Kooperation mit dem ASA-FF e.V.[38]
- Vom Lernen und Verlernen – Methodenhandbuch zur rassismuskritischen Aufarbeitung des NSU-Komplex  Hannah Zimmermann in Zusammenarbeit mit Martina Klaus (Hg.) – Im Rahmen des Projektes Offener Prozess in Trägerschaft des ASA-FF e.V. und in Kooperation mit der Courage-Werkstatt für demokratische Bildungsarbeit e.V. (NDC Sachsen).[39]
- Kulturarbeit in politisch unsicheren Zeiten – Situationsanalyse und Handlungsmöglichkeiten (Veröffentlicht 07/2024 Hg. ASA-FF e.V.)[40]